# Egmont Manga & Anime
Egmont Manga & Anime (EMA) er en af de største mangaforlag i Tyskland. Da manga boomede i Tyskland omkring årtusindskiftet oprettede Egmont-gruppen, der ejes af danske Egmont Foundation i 2000 EMA som et nyt datterselskab for dets mangaprogram, der hidtil var udkommet hos Egmont Ehapa. Siden 2003 er EMA en del af EGMONT Verlagsgesellschaften i Köln.

## Historie
Egmont-koncernen har været aktiv på det tyske marked siden 1951, hvor datterselskabet Egmont Ehapa oprettedes. Denne udgav Disney-serier og senere også Asterix og Lucky Luke. I 1991 opkøbtes Reiner Feest Verlag, og under dette navn udgav forlagshuset i februar 1994 sin første manga, Appleseed. Flere mangaer fulgte, men det store gennembrud kom først i 1997/1998 med Sailor Moon.
I 2000 udgav Ehapa for første gang manga med japansk læseretning (fra højre mod venstre) i form af Wedding Peach. I oktober samme år oprettedes selskabet Egmont Manga & Anime. Forlagschef fra starten var og er Georg F.W. Tempel, der som tidligere chefredaktør for trendtemaer hos Ehapa allerede var ansvarlig for de tidligere mangaudgivelser. Som første tyske manga-forlag har EMA en rådgiver placeret i Japan og derved ved kilden for forlagets udgivelser.
I 2001 fulgte Weiß Kreuz som den første anime i samarbejde med Anime-Virtual under mærket IKASU. I 2002 blev EMA atter indlemmet i Ehapa, men mærket blev beholdt. I 2003 skete der en sammenslutning af flere selskaber i Ehapa-koncernen såvel som en fusion med EGMONT Verlagsgesellschaften. Dette bevirkede, at EMA og Ehapa Comic Collection (ECC) flyttede til Köln. ECC er ansvarlig for udgivelse af tegneserier fra Ehapa og ledes siden fusionen i 2003 også af Georg F.W. Tempel. 
I 2003 – 2005 organiserede EMA sammen med foreningen Animexx det årligt i Kassel stedfindende animetræf Connichi.

## Udgivelser
Udover de ovenfor nævnte eksempler har Egmont også udgivet en række andre serier, og der udsendes fremdeles 10-12 bind af forskellige serier hver måned. Det aktuelle program fremgår af den officielle hjemmeside, hvor den halvårlige udgave af programmet Shinkan også er at finde.